# 주기훈
주기훈(1994년 1월 5일 ~ )은 대한민국의 가수다. 2009년 싱글 앨범 [로드야 사랑해..]로 데뷔했다. 호윤성, 시로, 포도쨈 등의 예명으로도 활동했었다.

## 방송
- 마포FM 우리집 라디오 (2011-2012)
- 히든싱어 5 (2018) - 양희은 편 4위

## 음반
- 로드야 사랑해.. (2009)
- Missing You... (2012)
- 들리니... (Empty Heart) (2013)
- Remember (2014)
- 한식명탐정 OST '행복한 맛' (2017)
- 아버님 제가 모실게요 OST Part.23 (2017)
- 꽃별천지 (2018)
- 노을 (2020)

### 포도쨈X살구쨈
- ㅈㄱㅈㄱ짝사랑 (2017)